# Dear Friend (ECHOESのアルバム)
『Dear Friend』（ディア・フレンド）は、1989年4月21日に発売されたECHOES6枚目のアルバム。

## 概要
2000年の辻仁成の述懐では「前作の『友情』が発端となって生まれた『ZOO』がこのアルバムの屋台骨となっているのは確かで、それでこのアルバムでは友情とか愛とかというものをテーマにした曲を作ってみようということになって、それまでのひねくれた力強いエコーズというものと一線を画した…人間の“愛”というものを追求してうたってみたい…と思うようになっていた」と語り「あの頃は“この辺でひとつポップなことをやろう”としていたんでしょうね。バンドとしての完成度もすごく強いものになってる。あの89年当時どのバンドにも負けないくらいの実力を持っていんじゃないかと思うんで。このあたりで浩樹のギターがすごく頑張っていて、同時にラブ・ソングでありながら普遍的なテーマをたずさえた歌詞を作っていこう…という気持ちが強くあった時期でもあり、そういう意味で凄くメジャー感のあるアルバムで、初期のエコーズが目指していたことと正反対のことをやっている作品だと言えるでしょうね」と語る作品。
初出アルバムの歌詞カードには、「路傍の石」というエッセイが書かれ、メンバーの昔の写真が掲載されている。

## 収録曲
- 全曲 作詞・作曲：辻仁成（「Brother」のみ作曲：ECHOES）

1. Dear Friend, Gentle hearts
2. Brother
作曲：ECHOES
3. Dear Friend
4. デラシネ
5. ZOO
6作目のシングル。
無記名であるがアルバムバージョン
2000年、『BEST OF BEST』からの先行シングル（10作目）としてリミックスバージョンで発売
6. 片想い
7. アンカーマン
8. 年頃
9. 駅
10. 神が作ったシナリオ
11. コスモス
12. ビーズの指環

## 参加ミュージシャン
ECHOES are
- Jinsei"myna"Tsuji:Vocals,Guitars & Piano[3]
- Hiroki"chameleon"Itoh:Guitars & Chorus[3]
- Toshihiko"ostrich"Iguro:Bass & Chorus[3]
- Tsutomu"goat"Imagawa:Drums & Chorus[3]

Additional Musicians
- Ryuichiro"sloth"Yokota:Keyboards[3]
- Takuo"dolphin"Yamamoto[3]
- Suzanne K."fox"Kim:Chorus[3]
- Azumi"red-crowned"Takeda:Violin[3]
- Haruko"flamingo"Yano:Violin[3]
- Kaori"peahen"Kurimaru:Viola[3]
- Mayumi"pigeon"Yoshihama:Cello[3]
- Michiko"duck"Sakurai:Poem Recital[3]
- Chorus of Street Roadies
  - Seiji"horse"Ramones,"weasel"Hacchobori,Kenji"cat"Yasuda,Michirou"orangutan"Mori,ECHOES[3]

エグゼクティブ・プロデューサー
- Sekiji"otter"Murata(Juggler)[3]
- Akira"toad"Sudoh(CBS/SONY RECORDS)[3]